# Rosa Bonheur (krater)
Rosa Bonheur är en nedslagskrater med en diameter på ungefär 104 kilometer, på planeten Venus. Rosa Bonheur har fått sitt namn efter den franska målaren Rosa Bonheur.